# Henry Julian White
Henry Julian White (Londra, 27 agosto 1859 – 16 luglio 1934) è stato un presbitero e biblista britannico.

## Biografia
Secondogenito di Henry John White, nacque nel quartiere di Islington, a nord della capitale inglese. L'11 ottobre 1878 si immatricolò al Christ Church di Oxford, dove nel 1882 conseguì il Bachelor of Arts e l'M tre anni più tardi.
Nel 1886 fu ordinato presbitero della Chiesa d'Inghilterra e nello stesso anno divenne cappellano privato nella dimora di John Wordsworth, aiuntadolo a pubblicare una nuova edizione della Vulgata alla quale seguì il volume A Grammar of the Vulgate. A partire dal 1895, insegnò per dieci anni all'Oxford prima di essere chiamato al King's College di Londra nel 1905.
Dal 1920 al 1934 fu decano del Christ Church di Oxford, e, in tale veste, supportò l'elezione del giovane Albert Einstein a fellow del collegio, scontrandosi con l'opposizione fallimentare del classicista John Anderson che invocò argomenti nazionalistici e xenofobi contro tale atto.